# Odón (kommunhuvudort)
Odón är en kommunhuvudort i Spanien.   Den ligger i provinsen Provincia de Teruel och regionen Aragonien, i den centrala delen av landet, 190 km öster om huvudstaden Madrid. Odón ligger 1 091 meter över havet och antalet invånare är 257.
Terrängen runt Odón är huvudsakligen platt, men söderut är den kuperad. Runt Odón är det mycket glesbefolkat, med 3 invånare per kvadratkilometer. Närmaste större samhälle är Ojos Negros, 17,3 km söder om Odón. Trakten runt Odón består till största delen av jordbruksmark.